# جين سيو-يون
جين سيو-يون (بالكورية: 진서연)‏ هي ممثلة كورية جنوبية. ولدت في 18 يناير 1983 في كوريا الجنوبية.

## روابط خارجية
- جين سيو-ايون على موقع IMDb (الإنجليزية)
- جين سيو-ايون على موقع قاعدة بيانات الفيلم (الإنجليزية)
- جين سيو-ايون على موقع كينوبويسك (الروسية)